# フアン・カルロス・ロホ
フアン・カルロス・ペレス・ロホ（Juan Carlos Pérez Rojo、1959年11月17日 - ）は、スペイン・カタルーニャ州バルセロナ出身の元同国代表サッカー選手、元サッカー指導者。現役時代のポジションはFW。

## 経歴
FCバルセロナのカンテラ出身であり、5シーズンに渡るBチームでの下積みを経て1983-84シーズンにトップチームデビューを果たした。1984-85シーズンにはリーグ戦29試合に出場して2得点を挙げ、リーグ優勝に貢献した。同シーズン中にはその活躍が認められ、1985年1月23日のフィンランド代表との親善試合でスペイン代表デビューも経験した。
現役引退後は古巣FCバルセロナのカンテラで指導者としてのキャリアをスタートさせ、同クラブのCチームやタラサFCの監督なども歴任した。

## 人物
2008年8月、実の娘をスパンエアー5022便離陸失敗事故によって亡くした。

## タイトル

### クラブ
バルセロナB
- セグンダ・ディビシオンB : 1回 (1981-82)

バルセロナ
- プリメーラ・ディビシオン : 1回 (1984-85)
- スーペルコパ・デ・エスパーニャ : 1回 (1983)
- コパ・デ・ラ・リーガ : 1回 (1985-86)